# Semelvillea
Semelvillea là một chi bọ cánh cứng trong họ Chrysomelidae.
Chi này được miêu tả khoa học năm 1991 bởi Reid.

## Các loài
Các loài trong chi này gồm:
- Semelvillea acaciae Reid, 1991
- Semelvillea bunyae Reid, 1991
- Semelvillea eungellae Reid, 1991
- Semelvillea hirsuta Reid, 1991
- Semelvillea nothofagi Reid, 1991
- Semelvillea parva Reid, 1991
- Semelvillea punctata Reid, 1991
- Semelvillea tasmaniae Reid, 1991
- Semelvillea waraganji Reid, 1991